# 8 Flora
8 Flora je velik in svetel asteroid v asteroidnem pasu. 
Je osmi najsvetlejši asteroid s srednjim navideznim sijem v opoziciji +8,7
Lahko pa doseže tudi magnitudo +7,9, če je asteroid v prisončju, kot se je to zgodilo novembra 2007.

## Odkritje
Floro je odkril John Russell Hind 18. oktobra 1847. Pred tem je odkril že asteroid 7 Iris. Ime je predlagal John Herschel. Flora je v rimski mitologiji boginja rož in vrtov, je žena Zefirja in mati pomladi. V grški mitologiji je podobna boginja z imenom Klorida.

## Lastnosti
Analize svetlobne krivulje kaže, da pol asteroida kaže proti ekliptičnima koordinatama (β, λ) = (16°, 160°) z možno napako 10°. To nam da za nagib vrtilne osi 78 ± 10°.
Flora je starševski asteroid za družino Flora, kjer je največji asteroid saj vsebuje okoli 80 % vse mase družine. Asteroid je verjetno popolnoma zdrobljen zaradi trka ob nastanku družine. V sedanji obliki je gravitacijski skupek delcev, ki so nastali ob trku.
Njena površina je mešanica silikatnih kamnin (tudi piroksena in olivina) in zlitine iz niklja in železa. Asteroid Flora in celotna družina Flora so verjetno starševska telesa L hondritov.